# Antoni Abraham

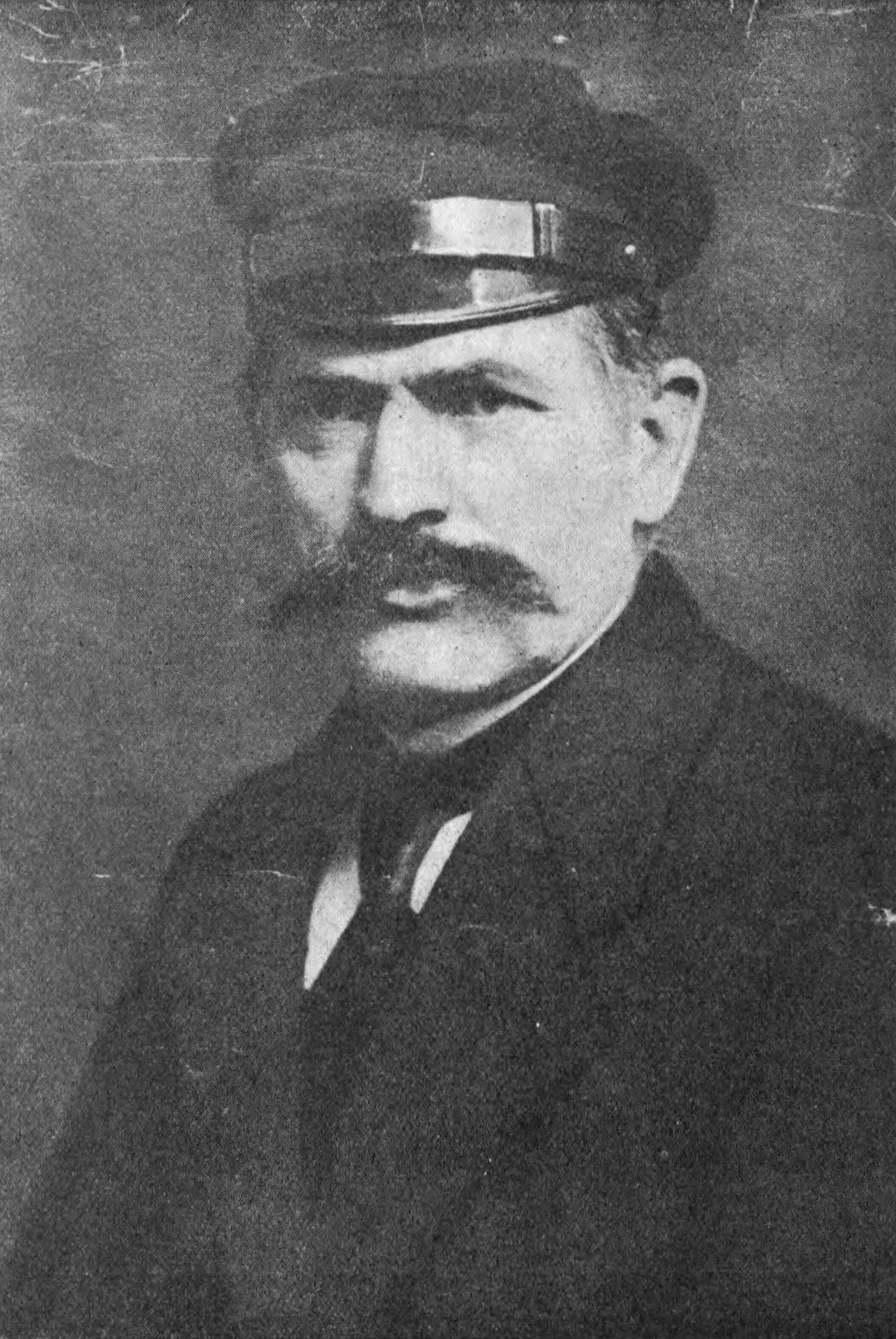
Antoni Abraham

Antoni Abraham (* 19. Juli 1869 in Zdrada; † 23. April 1923 in Gdynia) war ein kaschubischer Aktivist und Staatsdenker, der sich für den Anschluss Pommerellens (auch Weichselpommern) an Polen einsetzte.

## Leben
Antoni Abraham kam am 19. Juli 1869 als Sohn eines Arbeiters aus Mechowa (Mechau) zur Welt. Er besuchte eine preußische Schule. In Putzig (Puck) war er als Fischergehilfe tätig und begann früh sich gesellschaftlich und national zu engagieren vor allem für die Kaschuben, indem er in Dörfern agitierte. Deswegen wurde er mehrmals angeklagt und mit Arrest belegt. Nichtsdestoweniger ging er als Hausmeister der Bank Związku Spółek Zarobkowych in Danzig seinem Aktivismus weiter nach, insbesondere als sich eine Niederlage des Deutschen Reiches im Ersten Weltkrieg abzeichnete.
Während der Pariser Friedenskonferenz 1919 machte sich Antoni Abraham mit einigen Gefährten zunächst nach Warschau auf, um für seine Ideen zu werben. Jedoch fand er dort nicht ausreichend Unterstützung, sodass er sich nach Paris begab. Dort traf er auf Woodrow Wilson und David Lloyd George und setzte sich für den Anschluss Weichselpommerns, also der Kaschubei an Polen ein.
Nachdem er aus Paris zurückgekehrt war, musste er sich zunächst in der Kaschubei versteckt halten und kehrte dann nach Danzig zurück. Dort ging er weiter nationalen Tätigkeiten nach. Schließlich zog er nach Gdynia um, wo er bis zu seinem Tod am 23. Juni 1923 wohnte. Er wurde feierlich auf dem Friedhof von Oxhöft (seit 1926 zu Gdynia) beerdigt und wird oft als „König der Kaschuben“ gesehen durch seine Verdienste.